# چهار بچه و اون
چهار بچه و اون یا چهار بچه و آن (به انگلیسی: Four Kids and It) فیلمی محصول سال ۲۰۲۰ و به کارگردانی اندی د امونی است. در این فیلم بازیگرانی همچون پائولا پاتون، متیو گود، تدی-رز مالسون-آلن، اشلی آفدرهاید، راسل برند، مایکل کین و شریل ایفای نقش کرده‌اند. این فیلم بر پایه چهار بچه و اون نوشته ژاکلین ویلسون که خود این کتاب هم بر پایه پنج بچه و آن نوشته ادیت نسبیت است.